# Rafael Herlich
Rafael Herlich (* 18. Februar 1954 in Tel Aviv) ist ein jüdischer Fotograf und Fotojournalist israelischer Herkunft.

## Leben
Herlich, der seit 1975 in Frankfurt am Main lebt, ist seit dieser Zeit als Bild-Chronist und Dokumentarfotograf des jüdischen Lebens in Deutschland tätig.
Seine Bilder waren in Ausstellungen unter anderem im Jüdischen Museum in Frankfurt am Main und dem Hessischen Landtag in Wiesbaden zu sehen. 2018 erschien in einer Auflage von 1000 Exemplaren der Bildband DiverCity FFM. Rafael Herlich arbeitet auch für die Wochenzeitung Jüdische Allgemeine.
Er ist seit 1982 verheiratet und hat drei Kinder.

## Publikationen
- Weiterleben – Weitergeben, Jüdisches Leben in Deutschland. Fotos von Rafael Herlich. Texte von Doron Kiesel. Mit einem Vorwort von Charlotte Knobloch. Böhlau Verlag, Köln/Weimar/Wien 2009, ISBN 978-3-412-20383-2.
- Gwarim. Fotografien und Geschichten jüdischer Männer in Deutschland. Verlag [Chai] 18, Frankfurt a. M. 2016, ISBN 978-3-00-053997-8.
- Nashim. Fotografien und Geschichten jüdischer Frauen in Deutschland. Verlag [Chai] 18, Frankfurt a. M. 2016, ISBN 978-3-00-051978-9.
- Nie gefragt – nie erzählt. Das vererbte Trauma in den Familien der Holocaust-Überlebenden. Fotos von Rafael Herlich. Texte von Hans Riebsamen. Societäts-Verlag, Frankfurt 2024, ISBN 978-3-95542-478-7.